# Nikolai Kuznetsov (remer)
Nikolai Kuznetsov (rus: Николай Александрович Кузнецов)  (Moscou, 1 de juliol de 1953) és un remer rus, ja retirat, que va competir sota bandera de la Unió Soviètica durant les dècades de 1970 i 1980.
El 1976 va prendre part en els Jocs Olímpics d'Estiu de Mont-real, on guanyà la medalla de bronze en la prova del quatre sense timoner del programa de rem. Formà equip amb Raul Arnemann, Valeri Dolinin i Anushavan Gasan.
En el seu palmarès també destaquen dues medalles de plata en el quatre sense timoner al Campionat del Món de rem, el 1974 i 1975. Entre el 1974 i 1979 guanyà cinc campionats soviètics.